# Eva Turner
Dame Eva Turner (ur. 10 marca 1892 w Oldham, zm. 16 czerwca 1990 w Londynie) – brytyjska śpiewaczka operowa, sopran.

## Życiorys
Kształciła się prywatnie w Bristolu u Dana Roothama, następnie w latach 1911–1914 studiowała w Royal Academy of Music w Londynie u Giglii Levy, Edgardo Levy’ego, Mary Wilson i Alberta Richardsa Broada. Karierę sceniczną rozpoczęła w 1916 roku jako chórzystka z Carl Rosa Opera Company, stopniowo przeszła od ról drugoplanowych do pierwszoplanowych. W 1920 roku debiutowała na deskach londyńskiego Covent Garden Theatre. W 1924 roku została zaangażowana przez Arturo Toscaniniego do mediolańskiej La Scali, gdzie odniosła sukces jako Freja w Złocie Renu Richarda Wagnera. W 1925 roku wraz z zespołem La Scali odbyła tournée po Niemczech, wystąpiła też w wiedeńskiej Volksoper. W 1926 roku święciła tryumfy tytułową rolą w Turandot Giacomo Pucciniego w Brescii. W kolejnych latach kilkukrotnie powracała na deski Covent Garden Theatre (1928–1930, 1933, 1935–1939, 1947–1948), występowała też w Stanach Zjednoczonych i Ameryce Południowej. W czasie II wojny światowej występowała z koncertami dla żołnierzy RAF oraz w koncertach dobroczynnych. W 1948 roku zakończyła karierę sceniczną. W latach 1950–1959 wykładała na University of Oklahoma, następnie była wykładowczynią Royal Academy of Music.
Dama Komandor Orderu Imperium Brytyjskiego (1962). Otrzymała doktoraty honoris causa Uniwersytetu w Manchesterze (1979) i Uniwersytetu Oksfordzkiego (1984). Zasłynęła przede wszystkim tytułową rolą w Turandot, ponadto wykonywała też m.in. role Agaty w Wolnym strzelcu, Amelii w Balu maskowym, Santuzzy w Rycerskości wieśniaczej, Aidy w Aidzie, Izoldy w Tristanie i Izoldzie, Zyglindy w Walkirii i Cio-Cio-San w Madame Butterfly.